# توماس املانگ
توماس املانگ (انگلیسی: Thomas Amlong؛ ۱۵ ژوئن ۱۹۳۵ – ۲۶ ژانویه ۲۰۰۹) قایقران روئینگ اهل ایالات متحده آمریکا بود.
وی در مسابقات کشوری و بین‌المللی در مجموع برندهٔ ۱ مدال طلا شده‌است.